# Hyphessobrycon panamensis
Hyphessobrycon panamensis és una espècie de peix de la família dels caràcids i de l'ordre dels caraciformes.

## Morfologia
- Els mascles poden assolir 4,4 cm de llargària total.[5]

## Alimentació
Menja insectes terrestres.

## Hàbitat
Viu a àrees de clima tropical entre 24 °C - 26 °C de temperatura.

## Distribució geogràfica
Es troba a Centreamèrica: vessant Atlàntic de Panamà i del sud de Costa Rica.